# John Billingsley
John Billingsley (20 de mayo de 1960, es un actor estadounidense, conocido por interpretar a Doctor Phlox en la serie de televisión Star Trek: Enterprise.

## Carrera
A principios de la década de 1990, Billingsley comenzó a aparecer en papeles menores en cine y televisión.
Trabajó en un episodio de The X-Files, interpretando a un amigo de The Lone Gunmen que termina siendo un espía del gobierno. Hizo el papel del profesor Miles Ballard en la serie The Others, y más tarde hizo del excéntrico extraterrestre Doctor Phlox en la quinta serie de Star Trek, Star Trek: Enterprise. Hizo de él mismo en un episodio de Roswell que utilizó el escenario de Enterprise. El mismo año protagonizó la película independiente Breathing Hard (2000). En 2002, fue actor invitado en un episodio de Stargate SG-1, interpretando a un científico. Además tuvo un papel de reparto interpretando al amigo de Denzel Washington en Out of Time (2003).